# Teofan Lokamistas
Teofan al II-lea Lokamistas (în greacă Θεοφάνης Β΄ ο Λοκαμίστας; n.  ? – d. 1650, Patra, Grecia) a fost un cleric ortodox grec, care a îndeplinit în două rânduri funcția de mitropolit de Paleopatras (1641-1646 și 1649-1650).

## Biografie
Teofan a fost mai întâi mitropolit de Fanari și Neochori, iar în 1641 a devenit mitropolit de Paleopatras. 
În același an domnul moldovean Vasile Lupu a plătit toate datoriile patriarhale, iar patriarhul Partenie I al Constantinopolului, împreună cu membrii Sf. Sinod al Patriarhiei Constantinopolului, a hotărât ca moaștele Sfintei Parascheva să fie oferite Principatului Moldovei în semn de recunoștință. Mitropolitul Teofan de Paleopatras a fost unul dintre cei trei mitropoliți greci care au însoțit de la Constantinopol către Iași moaștele Sfintei Parascheva. Ceilalți doi mitropoliți, Ioanichie de Heracleea și Partenie de Adrianopol, au devenit ulterior patriarhi ecumenici ai Constantinopolului. 
În 1645 Teofan de Patras a efectuat o călătorie către Moscova, trecând prin Țara Românească și Moldova, pentru a obține sprijin financiar de la țarul Rusiei.
La 13 martie 1646 i s-a cerut de către Sf. Sinod al Patriarhiei Ecumenice (condus de patriarhul Partenie al II-lea) să-și ceară iertare pentru anumite fapte care i-au fost imputate, dar a refuzat să meargă la Constantinopol și a fost caterisit la 16 noiembrie 1646. În anul 1649 Sf. Sinod a recunoscut nedreptatea care i s-a făcut și l-a repus pe tronul mitropolitan al Patrasului, unde a rămas până la moartea sa, care a survenit în martie 1650.